# Crosshall Cross
La Crosshall Cross  es una cruz en Crosshall Farm, Eccles, en el área de las «fronteras escocesas» de Escocia, al norte del Reino Unido en la antigua Berwickshire. La cruz se encuentra cerca de la granja Crosshall y se cree que data del siglo XII, después de la Segunda Cruzada. Tiene cerca de 3 metros de altura y se piensa que es un monumento de piedra de una persona que había estado en la Tierra Santa. El escudo de armas puede ser el de la familia de Soulis. Otros lugares cercanos incluyen Fogo, Gavinton, la Torre Greenknowe, Greenlaw, el Castillo de Hume, Leitholm, Longformacus, Polwarth y Westruther.